# Tranvia di Tampa
La tranvia di Tampa (in inglese conosciuta come TECO Line Streetcar System) è la tranvia che serve la città statunitense di Tampa.

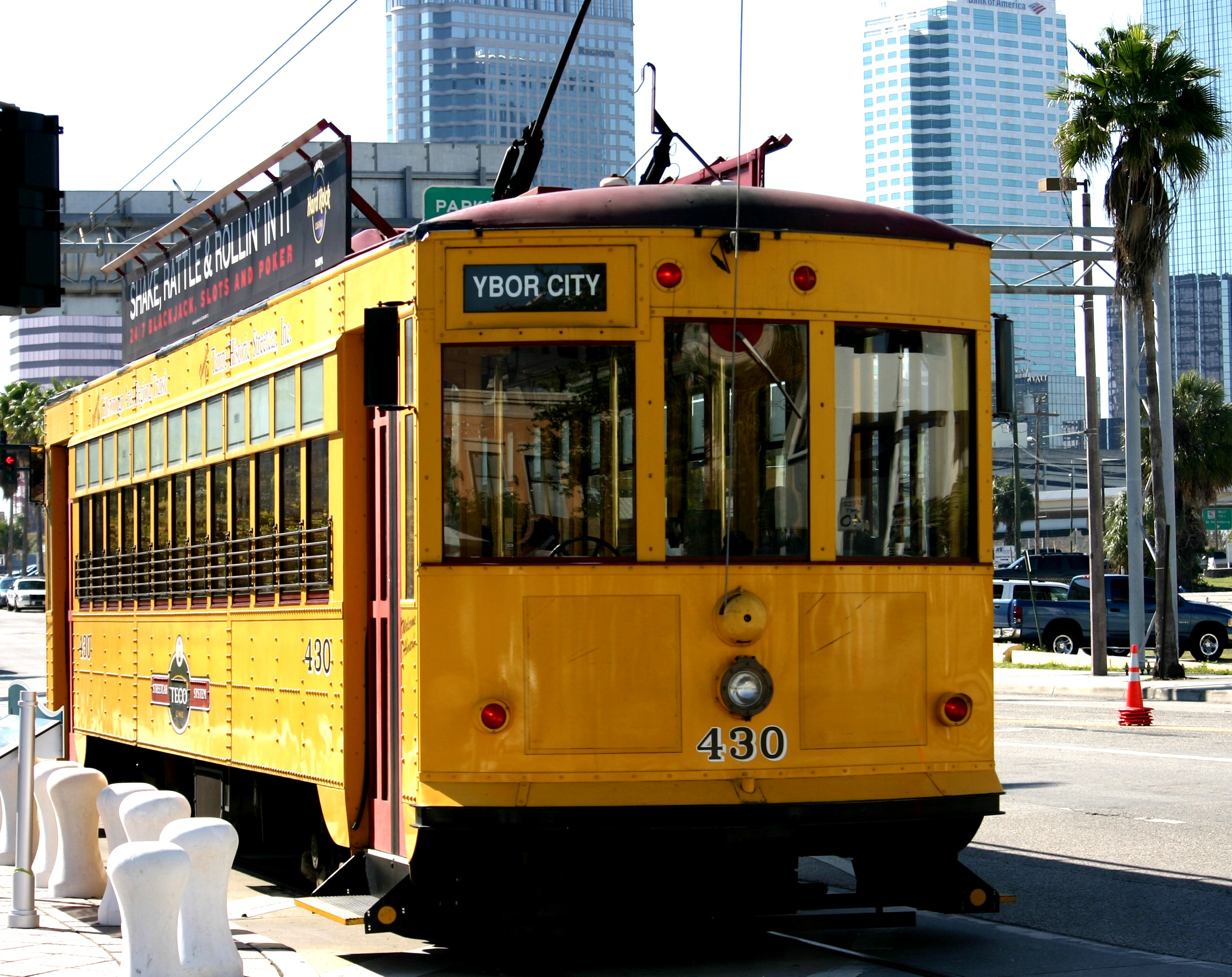
Birney Safety Car